# 淀川詔子
淀川詔子（よどがわ のりこ）は、日本の弁護士。専門はWTO・経済連携協定（TPP、EPA、FTA）、関税関連法、政府調達など。

## 来歴
桜蔭高等学校から東京大学文科一類に入学。2002年 東京大学法学部第1類（私法コース）卒業。東大法学部第1類（私法コース）在学中はE.S.Sに所属。2003年 弁護士登録（第一東京弁護士会）。2007年3月から2年間、外務省経済局経済連携課出向。2011年 ニューヨーク州弁護士登録。

## 略歴
- 1998年3月：桜蔭高等学校卒業[1]。
- 1998年4月：東京大学文科一類に入学[1]。
- 2002年3月：東京大学法学部第1類（私法コース）卒業。
- 2003年10月：弁護士登録（第一東京弁護士会）。
- 2003年10月：西村総合法律事務所勤務。
- 2007年3月：外務省経済局経済連携課出向（〜2009年3月）。
- 2010年：ニューヨーク大学ロースクール修了（LL.M.）。
- 2010年9月：世界貿易機関（WTO）（〜2011年2月）。
- 2011年：ニューヨーク州弁護士登録。
- 2011年：エネルギー憲章事務局法務事務官（〜2012年）。
- 2012年：エネルギー憲章事務局法務顧問代理。
- 2013年1月：エネルギー憲章事務局法務顧問（〜2013年7月）。
- 2014年：新日鐵住金株式会社法務部国際法務室主幹 (～2017年) 。
- 2018年1月：西村あさひ法律事務所カウンセル。

## 人物・活動
WTO協定は、経済連携協定締結国以外の国の「ただ乗り」を防止するため、経済連携協定を、WTO協定の原則である最恵国待遇義務の例外としている。従って、経済連携協定のネットワーク拡大の波から取り残されると、我が国は、他国が経済連携協定によって受けることのできる特恵待遇を受けられないことになってしまうと述べている。